# Concha Moya
María Concepción Moya Fernández, más conocida como Concha Moya, nacida en Madrid en 1971, es una periodista y escritora española. 

## Biografía
Es licenciada en Ciencias de la Información por la Universidad Complutense de Madrid.  Realizó cursos de radio y realizó prácticas en varias emisoras de Madrid.  Participó en la creación de la emisora gratuita Radio Resistencia en Madrid en 1997. 
En 2024 publicó Adolfo. Por el camino púpura, un recorrido por la vida y trayectoria musical de Adolfo Rodríguez, integrante de Los Íberos y Cánovas, Rodrigo, Adolfo y Guzmán. El libro se presentó por todo España en 2024 y en Bueu porque Adolfo tuvo un restaurante allí, en Beluso, durante un tiempo. 

## Obra

### Novela
- Sin pedir permiso (2015). Libros.com. 268 páginas ISBN 9788416176403.

### Relatos
- Las acacias del éxodo (2019). Ediciones Sílex. 120 páginas ISBN 978-84-7737-959-1. Historias sobre el pueblo saharaui. [6]

### Ensayo musical
- Luz interior de George Harrison (2021). Ediciones Sílex. 528 páginas. ISBN 978-84-18388-45-3.

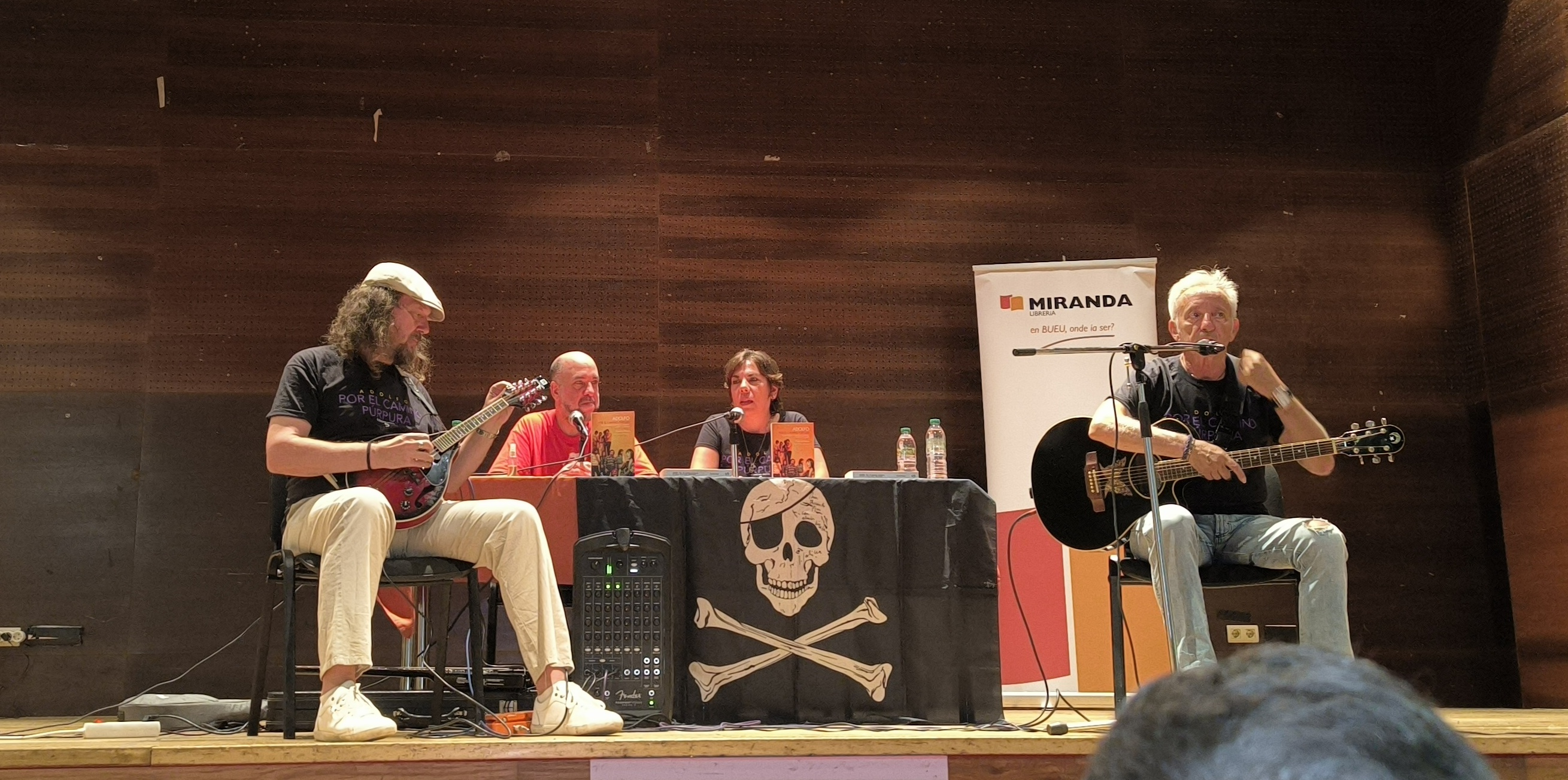
Presentación de Adolfo. Por el camino púrpura en el Centro Social do Mar de Bueu, evento Librería Miranda. Luis Martín (guitarrista de Los Ronaldos), Fernando Miranda, el autor y Adolfo Rodríguez (el protagonista del libro)

- Presentación de Adolfo. Por el camino púrpura en el Centro Social do Mar de Bueu, evento Librería Miranda. Luis Martín (guitarrista de Los Ronaldos), Fernando Miranda, el autor y Adolfo Rodríguez (el protagonista del libro)Adolfo. Por el camino púrpura. De Los Íberos a Cánovas, Rodrigo, Adolfo y Guzmán (2024). Ediciones Sílex. 412 páginas. ISBN 978-84-10267-02-2. [7]

### Sobre elSáhara
- Delicias saharauis (2023). Bobok. 205 páginas .ISBN 978-84-613-3872-6.
- Las treinta y dos batallas de Aminetu Haidar ( 2012 ). Bubok. 263 páginas
- Los otros príncipes. Bubok. 184 páginas. ISBN 978-84-612-6318-9.

### Con Bahía Mahmud Awah
- El futuro del español en el Sáhara Occidental (2009). Bubok. 142 páginas .ISBN 9788461309436. [8]
- Cuentos saharuis de mi abuelo (2015). Bubok. ISBN 978-8468664361.

### Libros colectivos
- Aaiún, gritando lo que sientes de Generación Amistad (2006). Universidad Autónoma de Madrid y Editorial Exilios.
- La primavera saharaui. Escritores saharauis con Gdeim Izik (2012). vigo ISBN 978-84-686-0483-1. editor
- Poetas Saharauis (Generación de la Amistad) (2013). Venezuela: Ed. Fundación Editorial El Perro y la Rana.
- Literaturas hispanoafricanas: realidades y contextos (2015). verbo ISBN 978-84-9074-201-3. (“Literatura saharaui en español”).